# Dolichopeza dyura
Dolichopeza dyura är en tvåvingeart som beskrevs av Günther Theischinger 2000. Dolichopeza dyura ingår i släktet Dolichopeza och familjen storharkrankar. Inga underarter finns listade i Catalogue of Life.